# کروزیر (آریزونا)
کروزیر (به انگلیسی: Crozier) یک منطقهٔ مسکونی در ایالات متحده آمریکا است که در آریزونا واقع شده‌است. کروزیر ۲٫۷۲ کیلومتر مربع مساحت و ۱۱٬۲۶۵ نفر جمعیت دارد و ۱٬۲۱۴ متر بالاتر از سطح دریا واقع شده‌است.